# Tymon Terlecki
Tymon Terlecki (ur. 10 sierpnia 1905 w Przemyślu, zm. 6 listopada 2000 w Oksfordzie) – nestor polskiej literatury emigracyjnej, krytyk literacki i teatralny, eseista i organizator życia naukowego i literackiego w Wielkiej Brytanii oraz Stanach Zjednoczonych. Mąż Toli Korian (Antonina Terlecka).

## Życiorys
Urodził się 10 sierpnia 1905 w Przemyślu, w rodzinie Adama i Heleny z Boranów. Szkołę średnią ukończył we Lwowie, po czym podjął studia pod kierunkiem prof. Juliusza Kleinera na wydziale humanistycznym Uniwersytetu Jana Kazimierza, zakończone w 1932 doktoratem. Kontynuował naukę w Paryżu jako stypendysta rządu francuskiego. Po powrocie, na zaproszenie Leona Schillera, wykładał historię i teorię teatru w Państwowym Instytucie Sztuki Teatralnej w Warszawie. Po wybuchu II wojny światowej wstąpił do Armii Polskiej we Francji. Założył tygodnik „Polska Walcząca” i redagował go w Paryżu, następnie w Londynie. Był współredaktorem ważnego dla polskiej historii dzieła Straty Kultury Polskiej 1939–1944 wydanego w 1945 przez Książnicę Polską, prowadzoną w Glasgow przez Jadwigę Harasowską.
Po wojnie pozostał na emigracji. Mieszkał w Londynie, współpracował z paryską Kulturą. Laureat Nagrody Związku Pisarzy Polskich na Obczyźnie w 1953 roku. W latach 1955–1957 i 1965 był przewodniczącym Związku Pisarzy na Obczyźnie. Współpracował z Rozgłośnią Polską Radia Wolna Europa. Od 1964 mieszkał w Stanach Zjednoczonych. Wykładał na Uniwersytecie w Chicago teorię literatury i teatru. Z tej uczelni na rok akademicki 1972/73 został przeniesiony na University of Illinois at Chicago. Przełożył Ciemność w południe Koestlera. Członek Polskiego Towarzystwa Naukowego na Obczyźnie i jego prezes 1980–81. Redaktor monumentalnej Literatury polskiej na obczyźnie w latach 1940–1960 wydanej w roku 1963.
Podpisał list pisarzy polskich na Obczyźnie, solidaryzujących się z sygnatariuszami protestu przeciwko zmianom w Konstytucji Polskiej Rzeczypospolitej Ludowej (List 59). W okresie PRL informacje na temat Tymona Terleckiego podlegały cenzurze. Jego nazwisko znajdowało się na specjalnej liście osób z całkowitym zakazem publikacji. Zalecenia cenzorskie dotyczące jego osoby zanotował Tomasz Strzyżewski, który w swojej książce o peerelowskiej cenzurze opublikował notkę informacyjną nr 9 z 1975 roku Głównego Urzędu Kontroli Prasy, Publikacji i Widowisk. Wytyczne dla cenzorów zawierały na liście autorów zakazanych jego nazwisko głosząc: „(...) w stosunku do niżej wymienionych pisarzy, naukowców i publicystów przebywających na emigracji (w większości współpracowników wrogich wydawnictw i środków propagandy antypolskiej) należy przyjąć zasadę bezwarunkowego eliminowania ich nazwisk oraz wzmianek o ich twórczości, poza krytycznymi, z prasy, radia i TV oraz publikacji nieperiodycznych o nienaukowym charakterze (literatura piękna, publicystyka, eseistyka)”.
10 marca 1978 Tymon Terlecki i jego żona Antonina zostali odznaczeni przez Prezydenta RP na uchodźstwie Krzyżem Oficerskim Orderu Odrodzenia Polski. W 1991 został laureatem Nagrody im. Księdza Idziego Radziszewskiego za rok 1990 przyznawaną przez Towarzystwo Naukowe KUL.

## Ważniejsze prace
- 1937 – Rodowód poetycki Ryszarda Berwińskiego
- 1951 – Teatr amatorski
- 1952 – Paryż
- 1957 – Krytyka personalistyczna
- 1958 – Egzystencjalizm chrześcijański
- 1961 – Książki, ludzie i kulisy
- 1962 – Pani Helena (o Modrzejewskiej), (wyd. Veritas, Londyn)
- 1984 – Rzeczy teatralne
- 1985 – Szukanie równowagi. Szkice literackie i publicystyczne (wyd. Oficyna Poetów i Malarzy, Londyn)
- 1999 – Spotkania ze swoimi. Redakcja naukowa Janusz Degler. Wydawnictwo Uniwersytetu Wrocławskiego, Wrocław 1999.
- 2003 – Emigracja naszego czasu. ISBN 83-227-2063-7 (wyd. UMSC, Lublin)
- 2006 – Zaproszenie do podróży. Szkice o miastach i kulturach ISBN 83-7453-632-2 (wyd. Słowo/Obrazy Terytoria)